# Kup (Węgry)
Kup – wieś na Węgrzech, w komitacie Veszprém, w powiecie Pápa. Liczy 443 mieszkańców.